# 新羅使
新羅使（日语：／ Shiragishi），指新罗派往日本的官方使節，包括朝鲜三国时代的新羅，以及统一新罗時期。

## 概述

### 三国时代
新羅遣使日本之始難以考證，日本書紀有關之紀錄始於4世紀末，並稱新羅向日本朝貢。公元562年，新罗占领任那 ，隨後開始代表任那向日本进贡。新罗同时缴纳本国贡品 (日本宣稱)和任那贡品。 611年新罗使者抵达时，大和政府命令額田部連比羅夫和膳臣大伴分別担任新羅與任那的接待，形式上營造新羅與任那為兩個獨立國家 。
其后， 642年百济夺取新罗部分任那領地，百济也開始向日本进贡任那贡品。646年新罗更進一步向日本进贡人质，新羅武烈王金春秋便曾于647年被送往日本作为人质。 但是之後新羅決定採取聯合唐朝之政策，663年唐‧新羅與日本發生白江口之战，新羅與日本往來因而中斷。

### 統一新羅時期
日本与新罗的外交关系在668年时恢复，兩國使节频繁互访。在此期间，日本与唐朝的外交往來受白江口戰役的影响中斷超過30年。而新罗雖然最初与唐结成同盟（朝贡关系），但后来为了領地爭奪而與唐朝發唐罗战争。由于与新罗的利益一致，日本與新羅關係升溫，在新罗的同意下，代表滅亡的百济和高句丽的使者也被遣往日本（与先前任那情況一样）。此一時期日本派往唐的留学生和僧人也途经新罗，日本也派不少学生和僧人到新罗，新羅成為大陆文化输入日本的中介。
日本與新羅互派使節人数超过了出使唐朝的人數，新羅遣日使有20餘次，日本的遣新羅使則有17次。 8世纪唐日關係恢復，新罗也與唐复交，但日本與新羅關係反而惡化，735年新羅改名为“ 王城國 ”，要求与日本平等外交，但遭到日本拒绝，新罗使者被遣返 ，752年，發生日本遣唐使大伴古麻呂與新羅使者爭奪席次的事件。同年日本遣新羅使到達新羅後，被認為傲慢無禮，未得見新羅景德王而歸。於是時任太政大臣藤原仲麻吕於759年计划聯合渤海國征討新罗，但因其與實際掌權的孝謙天皇不合而未能實施。此後兩國往來重點轉為商业關係，两国之间的贸易得到发展。
最後的新羅遣日使發生於779年。779年日本遣下道長人為遣新羅使迎接遇難之遣唐使判官海上三狩，同年10月新羅以進獻貢物為由，請求日本重開國交，光仁天皇同意新羅貢納使入京，翌年 (780年)元旦，新罗使臣覲見，称因外敌入侵，无法入朝，但因解救遇難之海上三狩，于是將其送回日本。
此后的9世纪，日本与新罗关系迅速降温，820年700 名新罗人在遠江和駿河動亂，824年，所有归化日本的新罗人被迫迁移到陆奥国，之后842年宣布不允许新罗人归化，來到日本的新罗人均被遣反，前來貿易者也限於博多鴻臚館活動。

## 贸易
新羅向日本輸出除人参、松子、蜂蜜、餐具、紡織物等自产产品外，还轉運唐、西域、南洋地区的香料、颜料、染料、药物等。